# Протій
Про́тій — найлегший ізотоп водню, символічне позначення: 1H. Ядро протію складається лише з одного протона, звідси й назва ізотопа. Протій становить 99,985 % від загального числа атомів водню у Всесвіті і є найпоширенішим у природі не лише серед ізотопів водню, а й серед ізотопів усіх хімічних елементів.
Термін протій вживається рідко, здебільшого тоді, коли потрібно підкреслити, що йдеться саме про цей ізотоп, а не дейтерій, тритій чи природний водень, що є сумішшю ізотопів (крім протію природний водень містить домішку дейтерію).